# Emma-Helena Berglund
Emma-Helena Berglund född 26 augusti 1983 i Uppsala, är en teaterpedagog, manusförfattare, skådespelare och musiker. 
Berglund började skriva berättelserna om Magiska Skogen 2011 då hon träffade musikerna Ida Segersten och Richard Klemmé när de alla tre jobbade på Skogmans förskolor.
Hon har sedan dess bland annat skrivit manus till tre säsonger med Magiska Skogen för Barnradion, och är en av medlemmarna i gruppen Magiska skogen som gör barnmusik och berättelser för barn. I Magiska skogen spelar hon Märta Mus och Troll-Ulla, samt är en av låtskrivarna.
Hon har 2024 gett ut boken Musik som pedagogik: Sånger och aktiviteter för förskolan, som anges ge inspiration till hur musik och drama kan användas som lustfyllda metoder för lärande i enlighet med läroplanen.

## Diskografi
Berglund har skrivit text och musik till följande barnskivor:
- 2014 – Äventyr i Magiska Skogen
- 2017 – Magiskt bra låtar från Magiska Skogen
- 2018 – Förskolelåtar
- 2018 – Rädda världen
- 2019 – Minnesmaskinen
- 2022 – Fler förskolelåter (EP)
- 2023 – STÄDA (EP)
- 2023 – Landet Halloween (Singel)